# Bariumchloraat
Bariumchloraat is het bariumzout van waterstofchloraat en heeft als brutoformule Ba(ClO3)2. Het is een witte vaste stof, die goed oplosbaar is in water. 

## Synthese
Bariumchloraat wordt bereid door reactie van bariumchloride met natriumchloraat:
{\displaystyle {\ce {BaCl2 + 2NaClO3 -> Ba(ClO3)2 + 2NaCl}}}

## Toepassingen
Bariumchloraat wordt in de pyrotechniek gebruikt samen met magnesium om een groen licht te geven.